# Энтомофагия
Энтомофа́гия — явление поедания насекомых, присущее многим живым существам (птицы, пресмыкающиеся, сами насекомые, млекопитающие, в том числе люди, а также растения и грибы). К энтомофагии не следует причислять явление поедания паукообразных, поскольку ему соответствует определение арахнофагия.
Также под энтомофагией понимают практику поедания людьми насекомых. Блюда из насекомых существуют в Центральной и Южной Америке, Австралии, Африке, Южной и Восточной Азии, в то же время в западной цивилизации энтомофагия исторически осталась не такой распространённой.

## Энтомофагия в природе

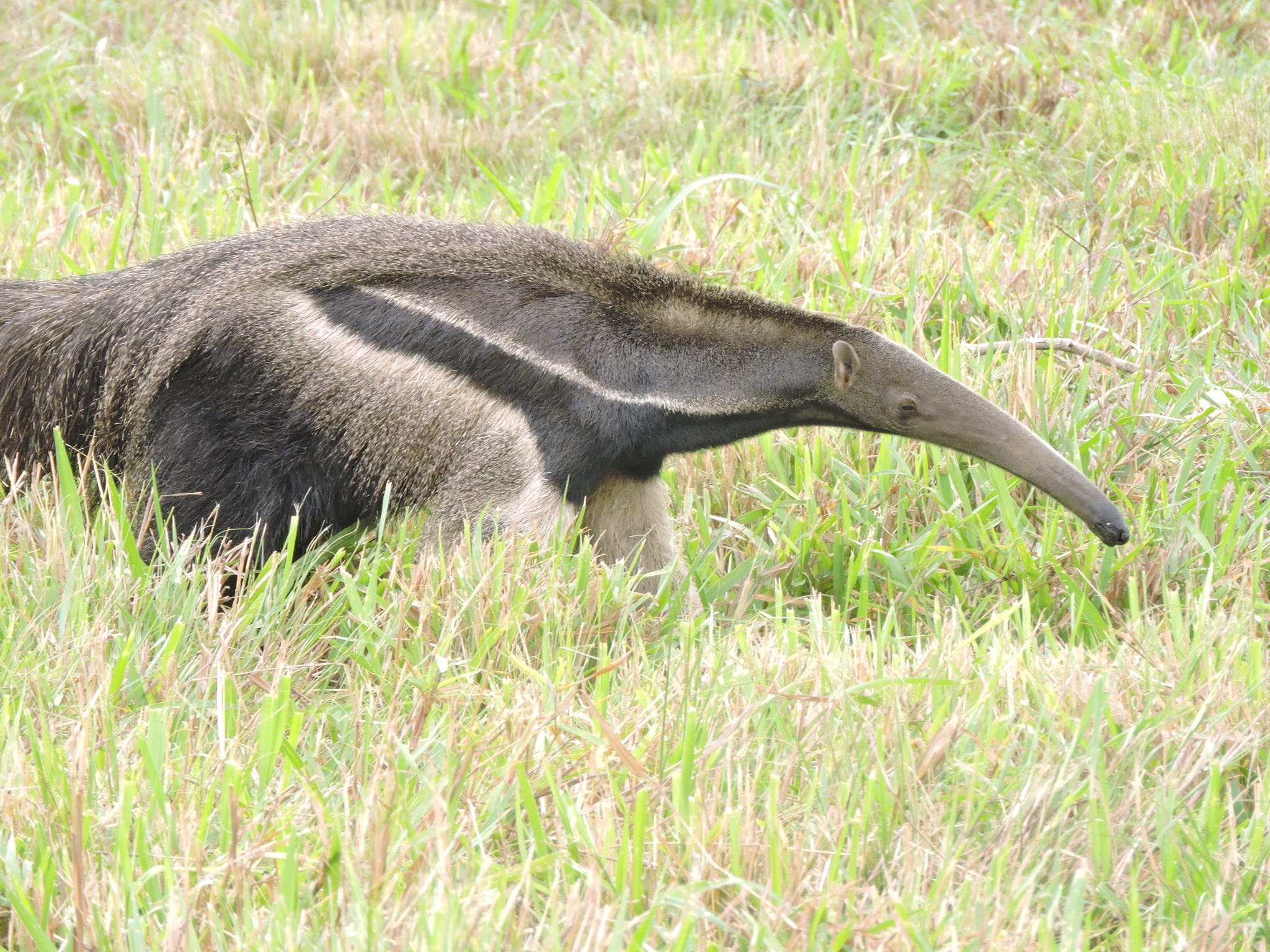
Гигантский муравьед (лат. Myrmecophaga tridactyla) — типичный представитель внетаксономичной группы животных Насекомоядные

Энтомофагия широко распространена среди многих представителей царства животных, но не ограничивается им — существуют насекомоядные растения и грибы.

### Насекомоядные животные
Внетаксономической группой животных, питание которых состоит в основном из насекомых, называют Насекомоядными.
Многие животные используют насекомых в качестве основного питания, а многие, которые этого не делают (и, таким образом, не являются в полном смысле насекомоядными), тем не менее используют насекомых в качестве дополнительного источника белка.
Примерами типичных насекомоядных животных являются различные виды карпов, опоссумов, лягушек, ящериц; соловьи, ласточки, ехидны, нумбаты, муравьеды, броненосцы, трубкозубы, панголины, земляные волки, летучие мыши и другие. Насекомые также могут быть насекомоядными: стрекозы, шершни, божьи коровки, некоторые виды мух и богомолы и так далее. Насекомоядность также распространена в разной степени среди приматов, таких как мартышки, тамарины, долгопяты, галаго и других.

### Насекомоядные растения

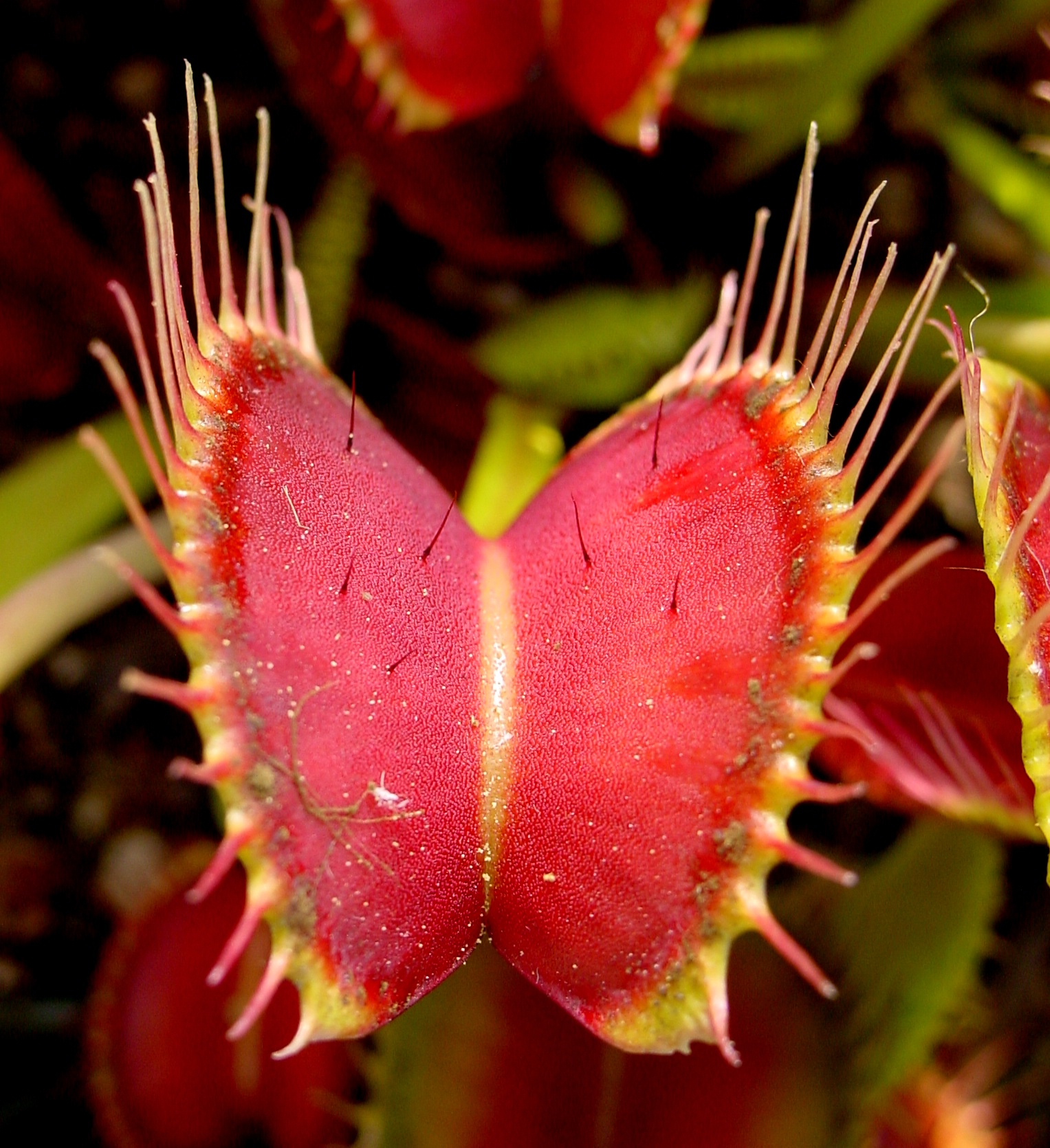
Венерина мухоловка (лат. Dionaea muscipula) — один из представителей насекомоядных растений

Насекомоядные растения — это собирательное название около 600 видов растений из 19 семейств, которые приспособились к ловле и перевариванию небольших насекомых. Таким образом, они дополняют своё обычное автотрофное питание (фотосинтез) одной из форм гетеротрофного питания. Тем самым насекомоядные растения меньше зависят от почвенного неорганического азота, необходимого для синтеза их собственных белков.

## Энтомофагия у людей

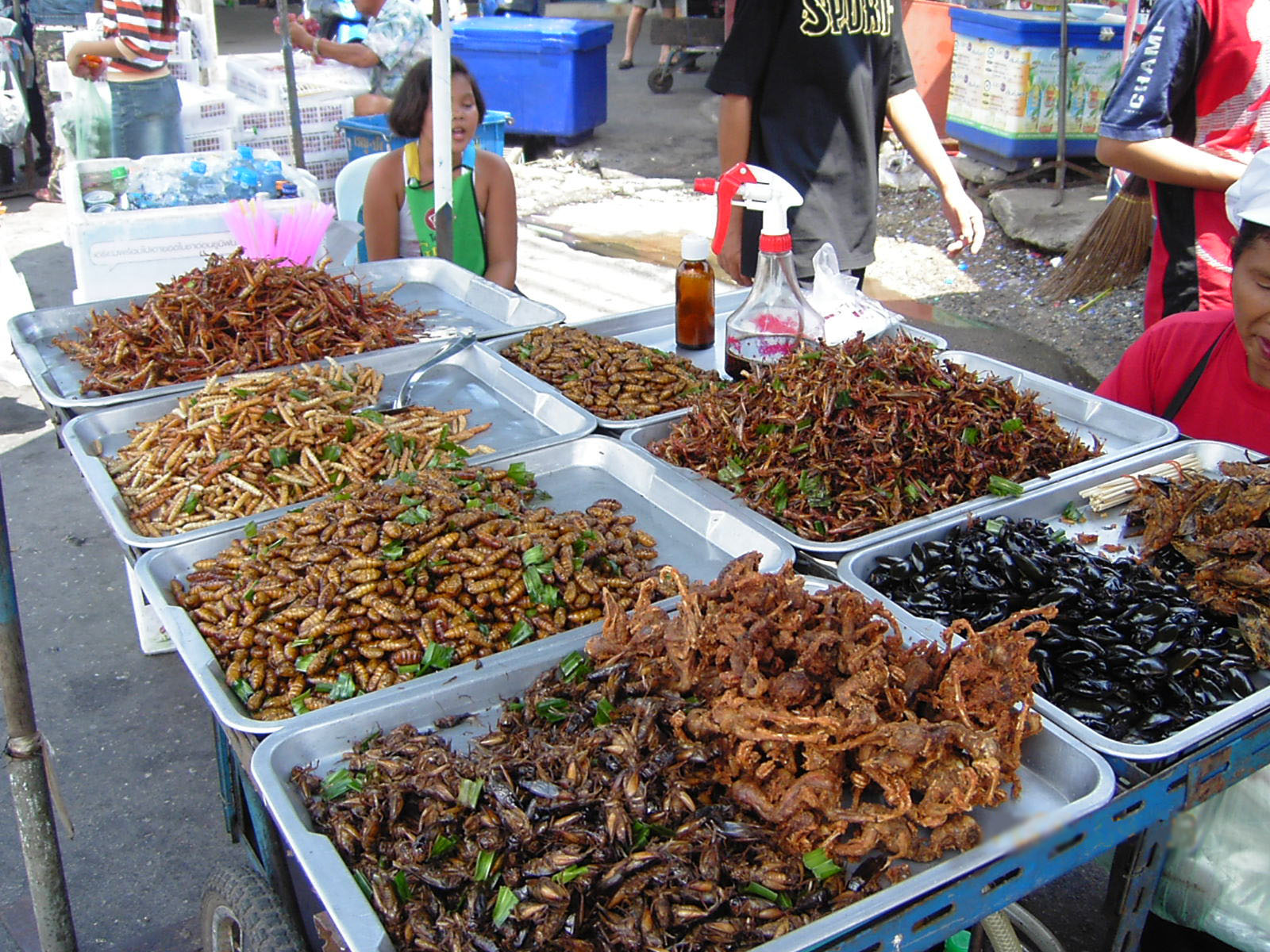
Лавка с обжаренными насекомыми в Таиланде

Яйца, личинки, куколки и взрослые особи некоторых видов насекомых употребляются в пищу людьми с доисторических времён вплоть до наших дней. Более 3000 этнических групп по всему миру практикуют в том или ином виде энтомофагию. Поедание человеком насекомых (антропоэнтомофагия) распространено в культурах почти во всех частях света. 80 % народов мира едят в том или ином виде насекомых от 1000 до 2000 видов. Продовольственная и сельскохозяйственная организация Объединённых Наций (ФАО) зарегистрировала около 1900 видов съедобных насекомых и, по оценкам, в 2005 году во всём мире насчитывалось около двух миллиардов людей, регулярно употребляющих насекомых. ФАО рекомендует употребление в пищу насекомых в качестве возможного решения проблемы деградации окружающей среды, вызванной животноводством.

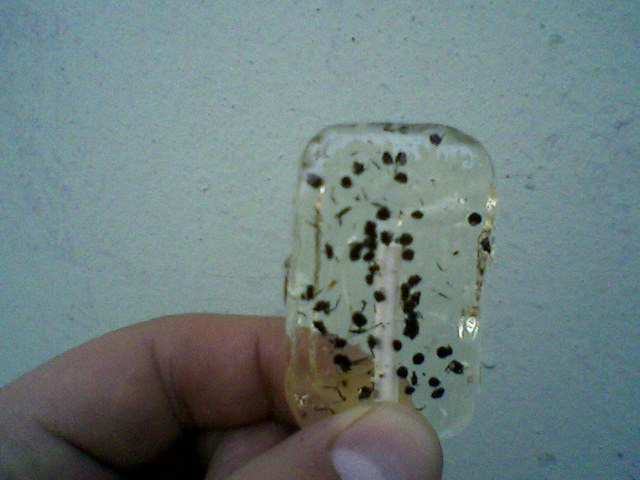
Леденец с муравьями

В некоторых обществах, прежде всего в западных странах, энтомофагия является редкостью или табуирована. Одним из немногих европейских блюд из насекомых, известным до середины XX века, является суп из майских жуков. И всё же поедание насекомых пока не является распространённым явлением в западной культуре, однако некоторые компании в Северной Америке и Европе в настоящее время предлагают блюда из насекомых.
Принятые в западной культуре стандарты безопасности запрещают употреблять в пищу червивые овощи и фрукты, и проглотить насекомое допустимо лишь случайно.
Насекомые содержат достаточно много белка и волокон (хитиновый покров). Из некоторых видов насекомых также получают определённые пищевые добавки, например, пищевой краситель кармин из кошенили.
Сторонники поедания насекомых считают, что энтомофагия помогает решить проблему ожирения, повышенного давления и прочее. При этом насекомоядная диета существенно отличается от вегетарианской и веганской концепций. В отличие от вегетарианцев, энтомофаги считают, что растительные белки, получаемые, к примеру, из орехов и бобовых, не заменяют человеку животных белков.

### Этичность
Демонстрируемое насекомыми поведение совместно с наличием у них централизованной нервной системы, которая также имеет эволюционное происхождение, не позволяют уверенно отвергать возможность наличия у насекомых сознания и способности чувствовать боль. В связи с этим возникает вопрос об этичности употребления насекомых в пищу. Важным аспектом в этом вопросе является то, что для получения равного количества питательных веществ требуется переработать гораздо большее количество насекомых, чем крупных животных. Если суммировать всех вовлечённых индивидов, то общие страдания, связанные с производством пищи из насекомых, оказываются очень велики.
В странах, где энтомофагия традиционно распространена, убийство насекомых редко осуществляется с заботой о том, чтобы быть произведённым безболезненно. Обычными способами приготовления насекомых в этих странах являются варка или жарка их живьём. Это, вероятно, крайне мучительно для них. Насекомые так же, как и млекопитающие, восприимчивы к теплу и избегают горячих раздражителей.
Использование насекомых в качестве источника пищи может иметь косвенные негативные последствия на благополучие насекомых в целом. Существуют исследования, показывающие, что люди склонны приписывать меньший интеллект и способность чувствовать животным, которых они едят. Это является одной из стратегий разрешения так называемого парадокса мяса, состоящего в трудности одновременной заботы о животных и употреблении их в пищу. Тот же эффект может иметь место и в случае насекомых. Серьёзное рассмотрение проблемы этичного обращения к насекомым затрудняется, если люди оказываются не заинтересованы в её обсуждении.

### Табу
На сегодняшний день существуют культуры, которые считают полностью неприемлемым (за редкими исключениями) употребление насекомых в пищу, в том числе и по религиозным соображениям. Например, требования кашрута в иудаизме накладывают полный запрет на поедание насекомых, за исключением некоторых видов саранчи. Однако даже эти исключения не принимаются в некоторых общинах, поскольку по описанию в Торе невозможно точно идентифицировать разрешённые к употреблению виды саранчи. Данный запрет может быть настолько строгим, что может распространяться даже на те продукты, в которых обыкновенно могут встречаться насекомые или их личинки (например, грибы). Аналогичные запреты присутствуют и в исламе (см. халяль).

### Инсектофобия
У многих людей, особенно проживающих в городской местности, где частота контактов с любыми насекомыми минимальна, в той или иной степени присутствует инсектофобия. У данных людей возникает чувство тревоги, страха и ужаса при контакте с некоторыми видами насекомых (например, тараканы, осы, пчёлы, муравьи, вши, мухи, кровососущие виды насекомых и так далее) или даже от мыслей об этом. При наличии данной фобии человек также может категорически отвергать возможность употребления насекомых в пищу. Присутствие даже должным образом переработанных насекомых в продуктах питания воспринимается им как опасное для здоровья или просто отвратительным. Немалую роль в этом могут играть ассоциации всех насекомых с вредителями, разносчиками инфекций, паразитами или опасными жалящими существами.
Данная фобия в достаточной степени ограничивает распространение практики энтомофагии среди людей, особенно в развитых странах. Чтобы преодолеть данные препятствия, разрабатываются подходы, основанные на рациональной аргументации, связанной с предполагаемой устойчивостью технологий производства и переработки насекомых, их высокой пищевой ценностью и потенциальной роли в обеспечении продовольственной безопасности. Но такие подходы имели довольно ограниченный успех среди широкой публики.